# محوطه قلعه کهنه ادکان
محوطه قلعه کهنه ادکان مربوط به سده‌های میانه و متاخر دوران‌های تاریخی پس از اسلام است و در شهرستان اسفراین، بخش مرکزی، دهستان زرق آباد، چسبیده به شمال غرب روستای ادکان واقع شده و این اثر در تاریخ ۱۸ شهریور ۱۳۸۷ با شمارهٔ ثبت ۲۳۲۵۵ به‌عنوان یکی از آثار ملی ایران به ثبت رسیده است.